# Tsunami (Annalisa)
Tsunami è un singolo della cantante italiana Annalisa, pubblicato il 4 settembre 2020 come terzo estratto dal settimo album in studio Nuda.

## Descrizione
Il brano è stato scritto da Annalisa in collaborazione con Alessandro Raina e Davide Simonetta, quest'ultimo anche produttore. In merito al testo, l'artista ha affermato:

## Promozione
Tsunami è stato presentato per la prima volta dal vivo il 5 settembre 2020 presso l'Arena di Verona in occasione dei SEAT Music Awards 2020.

## Video musicale
Il video, diretto da Giacomo Triglia e girato ad Alberese nel parco naturale della Maremma, è stato pubblicato l'8 settembre 2020 sul canale YouTube della Warner Music Italy.

## Tracce
Testi e musiche di Annalisa Scarrone, Davide Simonetta e Alessandro Raina.
1. Tsunami – 3:45

## Classifiche
| Classifica (2020) | Posizione massima |
| ----------------- | ----------------- |
| Italia            | 83                |